# Slussen (stacja metra)
Slussen – podziemna stacja sztokholmskiego metra w Innerstaden, w dzielnicy Södermalm. Znajduje się na zielonej (T19, T17 i T18) i czerwonej linii (T13, T14), między Gamla stan a Medborgarplatsen/Mariatorget. Dziennie korzysta z niej około 83 500 osób (2. miejsce po T-Centralen).
Stacja znajduje się 7-24 metrów pod ziemią, między Götgatan i Katarinavägen. Posiada dwa wyjścia - północne znajduje się przy Ryssgården (Södermalmstorg), południowe wyjście zlokalizowane jest przy Götgatan 17 i Hökensgatan. 
Pierwsza stacja została otworzona 1 października 1933 i już wtedy była położona pod ziemią. Kursowały do niej tramwaje ze Skanstull. Stację metra oddano do użytku 1 października 1950. Ma dwa perony (jeden obsługuje ruch w kierunku północnym, drugi w południowym). Nazwa stacji pochodzi od znajdującej się w pobliżu śluzy (szw. sluss, -en), oddzielającej Saltsjön (Morze Bałtyckie) od jeziora Melar.
Przy północnym wyjściu znajduje się stacja autobusowa oraz stacja podmiejskiej kolei Saltsjöbanan.

## Sztuka
- Żelazne oddzielenie peronów, Aston Forsberg, 1964
- Malowidła w przejściu do Hökensgatan, Sune Fogde, 1965
- Entre 70 öre, marmurowy relief w hali biletowej przy Hökensgatan, Aston Forsberg i Birger Forsberg, 1965
- Ur Spår, malowane szkło w hali biletowej przy Ryssgården, Harald Lyth, 1983
- Niebiesko-żółte odgrodzenie peronów, Bernt Rafael Sundberg, 1990
- 90-metrowa ściana pochłaniająca hałas przy stacji autobusowej, dekoracja z neonów i czarnego granitu, Gun Gordillo, 1987

## Czas przejazdu
| Linia | Stacja          | Czas przejazdu | Stacja                 | Czas przejazdu  |
| T13   | Ropsten         | 12 min         | Gamla stan T-Centralen | 1-2 min 4-5 min |
| T13   | Norsborg        | 33 min         | Gamla stan T-Centralen | 1-2 min 4-5 min |
| T13   | Mörby centrum   | 19 min         | Gamla stan T-Centralen | 1-2 min 4-5 min |
| T13   | Fruängen        | 15 min         | Gamla stan T-Centralen | 1-2 min 4-5 min |
| T17   | Åkeshov         | 25 min         | Gamla stan T-Centralen | 1-2 min 4-5 min |
| T17   | Skarpnäck       | 16 min         | Gamla stan T-Centralen | 1-2 min 4-5 min |
| T18   | Alvik           | 18 min         | Gamla stan T-Centralen | 1-2 min 4-5 min |
| T18   | Farsta strand   | 21 min         | Gamla stan T-Centralen | 1-2 min 4-5 min |
| T19   | Hässelby strand | 37 min         | Gamla stan T-Centralen | 1-2 min 4-5 min |
| T19   | Hagsätra        | 20 min         | Gamla stan T-Centralen | 1-2 min 4-5 min |

## Otoczenie
W otoczeniu stacji znajdują się:
- Stadsmuseet
- Södra teatern
- Maria Magdalena kyrka